# Lamproniinae
Le Lamproniinae Heslop, 1938 sono una sottofamiglia di lepidotteri, diffusa in Eurasia, America Settentrionale e Meridionale con 30 specie (dato aggiornato al 23 dicembre 2011).

## Etimologia
Il nome del taxon è ricavato dal genere tipo Lampronia Stephens, 1829, a sua volta derivato dal greco λαμπρός (lamprós) = splendente, fulgido, riferito anche ad un metallo, presumibilmente a causa dei riflessi iridescenti delle ali di alcune specie appartenenti a questo genere, con l'aggiunta del suffisso -inae, che indica una sottofamiglia.

## Descrizione

### Adulto
La sottofamiglia è costituita da piccole falene diurne, alquanto primitive, con nervatura alare di tipo eteroneuro e apparato riproduttore femminile provvisto di un'unica apertura , funzionale sia all'accoppiamento, sia all'ovodeposizione; per quest'ultima caratteristica anatomica, in passato venivano collocate all'interno della divisione Monotrysia, oggi considerata obsoleta in quanto rivelatasi polifiletica.
L'apertura alare può variare da 10 a 35 mm, a seconda della specie.

#### Capo
Il capo è ricoperto di scaglie piliformi, che tuttavia appaiono meno fitte rispetto a quanto osservabile in generale negli Adeloidea; in Prodoxoides si osservano scaglie lamellari più fitte in corrispondenza di fronte e vertice.
Le antenne non sono molto lunghe, potendo misurare al massimo 0,33-0,6 volte la lunghezza della costa dell'ala anteriore; sono di regola moniliformi, mai clavate, con lo scapo talvolta provvisto di pecten ed il flagello filiforme.
Gli occhi, di dimensione variabile a seconda del genere, sono di regola glabri o con cornea ricoperta da esili microsetae. Gli ocelli sono assenti, come pure i chaetosemata.
I pilifer sono ben sviluppati, ma ridotti in Tetragma. Le mandibole sono vestigiali ma tuttavia pronunciate. La proboscide è ben sviluppata, tranne in Lampronia, e di solito priva di scaglie; la lunghezza è al massimo doppia di quella dei palpi labiali; in Tridentaforma appare rivestita di scaglie solo a livello basale, e questo ha portato in passato alcuni Autori ad includere il genere nelle Incurvariidae.
I palpi mascellari sono di regola allungati e costituiti da tre-cinque articoli.

#### Torace
Le ali sono lanceolate (la lunghezza è circa il triplo della larghezza), con colorazione variabile dal biancastro traslucido al marroncino, in rari casi iridescenti, e talvolta con macchie e geometrie varie. Il tornus non è individuabile. I microtrichi sono di solito presenti su tutta l'ala anteriore. Il termen è convesso e manca una macchia discale. Rs4 termina sulla costa, mentre 1A+2A è biforcata solo alla base.
L'ala posteriore presenta un apice arrotondato, ed è lievemente più corta dell'anteriore.
L'accoppiamento alare è di tipo frenato (con frenulum più robusto nel maschio), mentre è presente l'apparato di connessione tra ala anteriore e metatorace; si può inoltre osservare un ponte precoxale.
Nelle zampe, l'epifisi è di regola presente, mentre gli speroni tibiali hanno formula 0-2-4.

#### Addome
Nell'addome, il margine caudale di S2a è a forma di "U" o di "W".
Nell'apparato genitale maschile, si osservano i pectinifer sulle valve di molte specie, con sviluppo e struttura variabili, talvolta ridotti a semplici spine, oppure totalmente assenti. L'uncus si trova fuso assieme al tegumen con varie soluzioni, tra cui uno o due lobi terminali. Il tegumen appare costituito da una stretta fascia dorsale, mentre il vinculum è solitamente ben sviluppato, a forma di "V" o di "Y". La juxta si mostra sotto forma di uno sclerite sagittato ben definito. L'edeago è costituito da una struttura tubulare alquanto allungata, facilmente distinguibile.
Nel genitale femminile, l'ovopositore è ben sviluppato e perforante, come di regola negli Adeloidea, al fine di permettere l'inserimento delle uova all'interno dei tessuti fogliari della pianta ospite. Si può osservare inoltre un paio di signa stellati sul corpus bursae (in alcuni casi ridotti o assenti), oltre che un caratteristico bordo posteriore arrotondato sul settimo tergite.

### Uovo
Le uova, sono inserite singolarmente nei tessuti della pianta ospite, e possono pertanto assumere la forma della "tasca" che le ospita.
In genere l'uovo si mostra biancastro e di forma alquanto variabile, ma di regola è ovoidale, con dimensioni comprese tra 0,3 e 0,5 mm di lunghezza, e con un diamentro di 0,2-0,3 mm. Il chorion appare liscio e provvisto di un reticolo micropilare ridotto.

### Larva
La larva può essere bianca, verdastra oppure rossiccia, di solito cilindrica o sub-cilindrica, e con una lunghezza compresa tra 6 e 22 mm.

#### Capo
Il capo è solitamente prognato, con frontoclipeo breve, e di colorazione da chiara a molto scura. Solitamente si osservano sei paia di stemmata, che tuttavia si riducono a tre paia nelle sole forme meramente apode.

#### Zampe e pseudozampe
Le zampe sono di solito presenti e ben sviluppate; il pretarso rivela spesso una robusta seta squamiforme disposta sulla base laterale dell'unghia; le pseudozampe possono essere vestigiali, con uncini talvolta assenti, almeno nei primi stadi di sviluppo, ma spesso presenti sui segmenti addominali da III a VI, e disposti su doppie file. In ogni caso gli uncini sono sempre assenti nel decimo segmento addominale.

### Pupa
La pupa è exarata e relativamente mobile, con appendici libere e ben distinte (pupa dectica).
Nel capo, il vertice è spesso dotato di un rostro frontale molto evidente, a differenza di quanto osservabile in alcune Prodoxinae. Le ali si estendono fin sul V-VII segmento addominale e di regola i segmenti addominali da II a VII sono mobili in ambo i sessi. Sui segmenti addominali da II a VIII è inoltre osservabile una singola fila di spine tergali. Il cremaster è di solito rappresentato da una coppia di robuste spine, o tubercoli dorsali, disposte sul decimo segmento addominale, in alcune specie accompagnate da altre due spine in posizione ventrale.

## Biologia

### Ciclo biologico
Le uova vengono inserite nei tessuti della pianta nutrice, tra la fine della primavera e l'inizio dell'estate; la giovane larva è minatrice e, come nei Cecidosidae, non costruisce un fodero; essa si accresce inizialmente alle spese del seme in formazione ma, a seconda della specie in questione, possono invece essere attaccati i piccioli, le gemme, le foglie, i ricettacoli fiorali, oppure i frutti della pianta ospite.
Durante la seconda parte dell'estate, la larva di terza età abbandona le strutture vegetali occupate in precedenza, per iniziare a tessere un hibernaculum, ossia una struttura all'interno della quale si appresta a trascorrere l'inverno tra gli strati superficiali del terreno, oppure al riparo in una fessura, sempre alla base della pianta nutrice; all'inizio della primavera successiva, la larva emerge dal proprio riparo, risale lungo il fusto, per poi andare a perforare le nuove gemme, provocando danni anche severi alla fioritura. Eccezionalmente, come nel caso di Lampronia fuscatella, il bruco si alimenta all'interno dello stesso cecidio (altrimenti detto "galla") di cui provoca la formazione. L'impupamento può avvenire sia all'interno delle mine, come pure in un bozzolo sericeo, sito all'esterno alla pianta.
Di regola le specie sono univoltine, con la larva che rappresenta lo stadio svernante.

### Alimentazione
Fa seguito un elenco parziale delle specie vegetali che possono essere attaccate da questi bruchi:
- Betula L., 1753 (Betulaceae)
  - Betula pendula Roth, 1788 (betulla bianca)
- Fragaria L., 1753 (Rosaceae)
  - Fragaria vesca L., 1753 (fragola di bosco)
- Geum L., 1753 (Rosaceae)
  - Geum triflorum Pursh, 1814
- Quercus L., 1753 (Fagaceae)
  - Quercus petraea (Matt.) Liebl., 1784
  - Quercus robur L., 1753
- Ribes L., 1753 (Grossulariaceae)
  - Ribes rubrum L., 1753 (ribes rosso)
  - Ribes uva-crispa L., 1753 (uva spina)
- Rosa L., 1753 (Rosaceae)
  - Rosa spinosissima L. 1753
- Rubus L., 1753 (Rosaceae)
  - Rubus fruticosus L., 1753 (rovo comune)
  - Rubus idaeus L., 1753 (lampone)
- Saxifraga L., 1753 (Saxifragaceae)
  - Saxifraga oppositifolia L., 1753

### Parassitoidismo
Sono noti fenomeni di parassitoidismo ai danni delle larve di Prodoxidae, da parte di diverse specie di imenotteri appartenenti alle superfamiglie Chalcidoidea e Ichneumonoidea; tra queste citiamo:
- Superfamiglia Chalcidoidea Latreille, 1817
  - Famiglia Pteromalidae Dalman, 1820
    - Pteromalus sp. Swederus, 1795
- Superfamiglia Ichneumonoidea Latreille, 1802

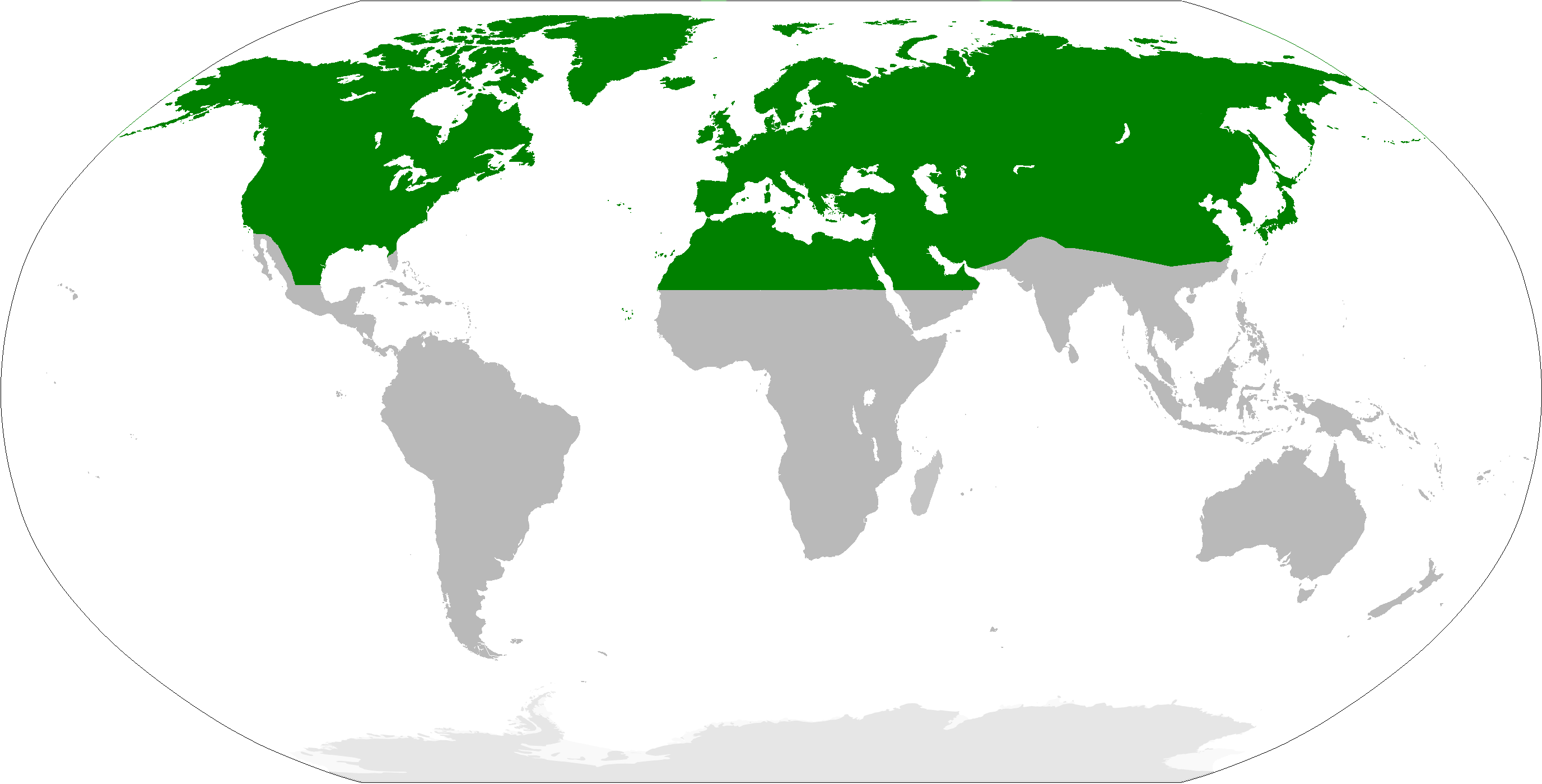
L'Olartico

  - Famiglia Braconidae Nees, 1811
    - Apanteles faucula Nixon, 1972
    - Apanteles laevigatus (Ratzeburg, 1848)
    - Apanteles parasitellae (Bouche, 1834)
    - Bracon nigricollis (Wesmael, 1838)

  - Famiglia Ichneumonidae Latreille, 1802
    - Campoplex faunus Gravenhorst, 1829
    - Campoplex hadrocerus (Thomson, 1887)
    - Diadegma nanus (Gravenhorst, 1829)
    - Dolichomitus populneus (Ratzeburg, 1848)
    - Enytus apostatus (Gravenhorst, 1829)
    - Lissonota obsoleta Bridgman, 1889
    - Panteles schnetzeanus (Roman, 1925)
    - Pimpla turionellae (Linnaeus, 1758)
    - Scambus nigricans (Thomson, 1877)

## Distribuzione e habitat
La sottofamiglia è a distribuzione esclusivamente olartica, tranne per un'unica specie, Prodoxoides asymmetra, presente in Sudamerica, ma con una biodiversità decisamente maggiore nel Paleartico orientale.
L'habitat è rappresentato da boschi e foreste a latifoglie, orti e giardini.

## Tassonomia
Non sono stati ancora compresi appieno i rapporti filogenetici che intercorrono tra i generi Lampronia e Tetragma, da un lato, e Prodoxoides, soprattutto alla luce del fatto che quest'ultimo genere monotipico è di recente scoperta, e potrebbe indicare una distribuzione relitta, essendo l'unico rappresentante neotropicale delle Lamproniinae.
Altro caso enigmatico è quello rappresentato da Tridentaforma Davis, 1978, la cui precisa collocazione sistematica appare di difficile definizione, sia che si affronti il problema dal punto di vista anatomico, come pure da quello molecolare: il genere possiede infatti peculiarità morfologiche affini sia agli Adelidae (haustellum dotato di scaglie alla base), sia agli Incurvariidae (valva maschile munita di più serie di spinule appiattite), e tuttavia analisi genetiche condotte sul DNA mitocondriale hanno rivelato affinità con Adela, mentre studi riguardanti la sub-unità ribosomiale 18 S, fanno collocare evolutivamente questo taxon alla base degli Heteroneura, oppure in prossimità dei Cecidosidae.
Si è deciso in questa sede di seguire l'impostazione sistematica proposta da Scoble (1995) e Davis (1999), e parzialmente ripresa in seguito da Van Nieukerken et al. (2011).

### Generi
La sottofamiglia si compone, a livello mondiale, di quattro generi, per un totale di trenta specie (dato aggiornato al 23 dicembre 2011),; di questi, un solo genere (Lampronia) è presente in Europa con diciotto specie, nove delle quali si trovano anche in Italia. Non sono noti endemismi italiani.
- Lamproniinae Heslop, 1938 - New biling. Cat. of the Br. Lepidopt., 34[36] (4 generi e 30 specie tra Olartico ed ecozona neotropicale, presente anche in Italia)
  - Lampronia Stephens, 1829 - Nom. Br. Ins.: 51[37] (genere tipo) (27 specie olartiche, di cui 18 presenti in Europa e 9 in Italia)
  - Prodoxoides Nielsen & Davis, 1985 - Syst. Ent. 10(3): 308[13] (una specie neotropicale)
  - Tetragma Davis & Pellmyr, 1992 - In: Davis, Pellmyr & Thompson, Smithson. Contr. Zool. 524: 18[38] (una specie neartica)
  - Tridentaforma Davis, 1978 - Pan-Pacif. Ent. 54(2): 150[30] (una specie neartica)

### Sinonimi
Non sono stati riportati sinonimi:

### Filogenesi
È mostrato di seguito un albero filogenetico ricavato da quello proposto da Pellmyr (1997), sulla base dei dati forniti da Nielsen & Davis (1985) e da Brown et al. (1994a, b). Il diagramma non considera, tuttavia, la posizione del genere Tridentaforma.
|  | Prodoxoides asymmetra |
|  |                       |

|  | Lampronia    |
|  |              |
|  | Tetragma gei |
|  |              |

|  | Prodoxoides asymmetra |
|  |                       |

|  | Lampronia    |
|  |              |
|  | Tetragma gei |
|  |              |

### Alcune specie

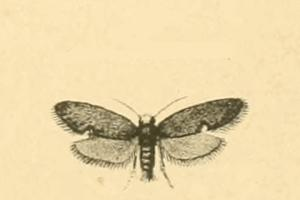
Lampronia aeripennella
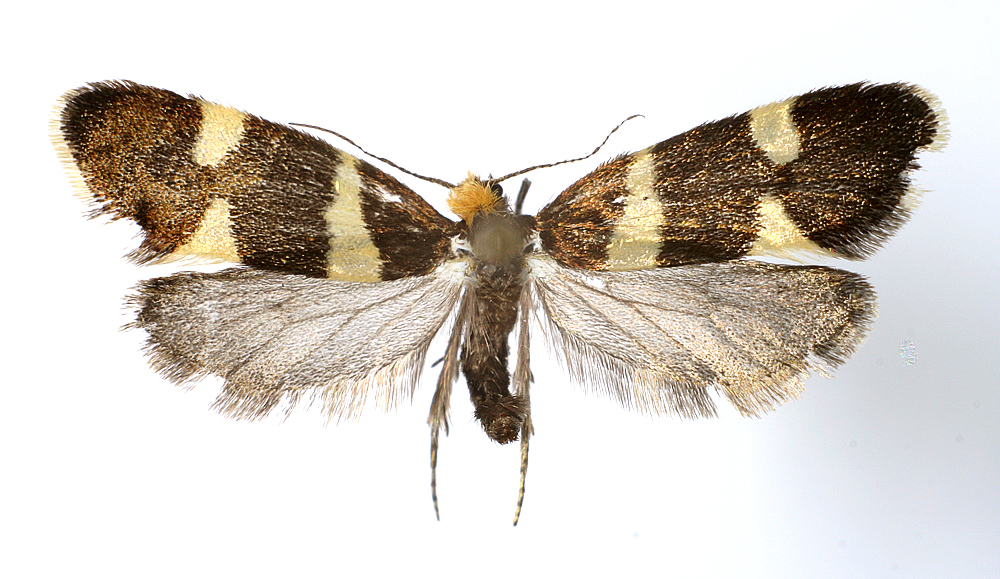
Lampronia capitella
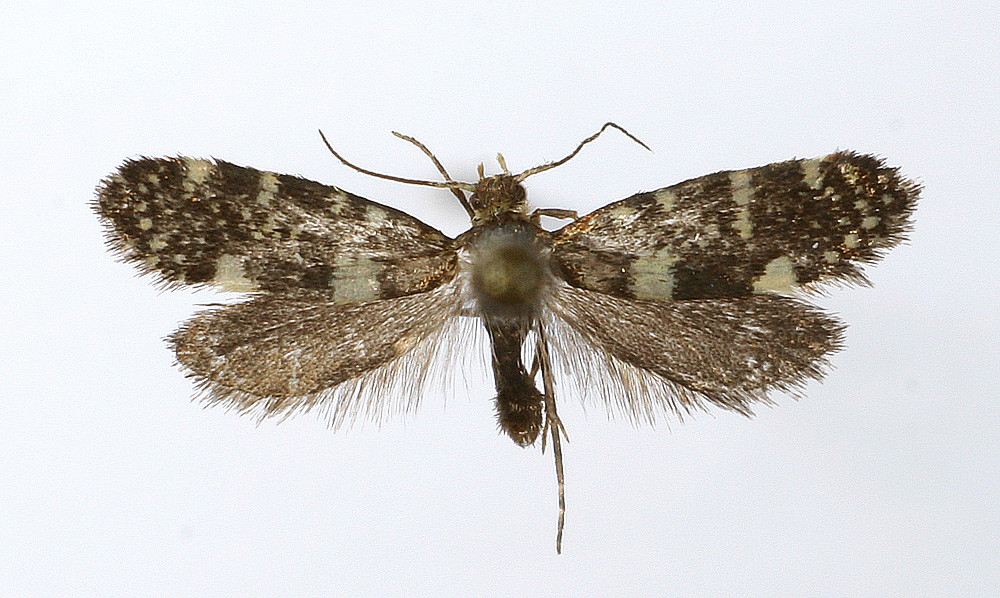
Lampronia corticella
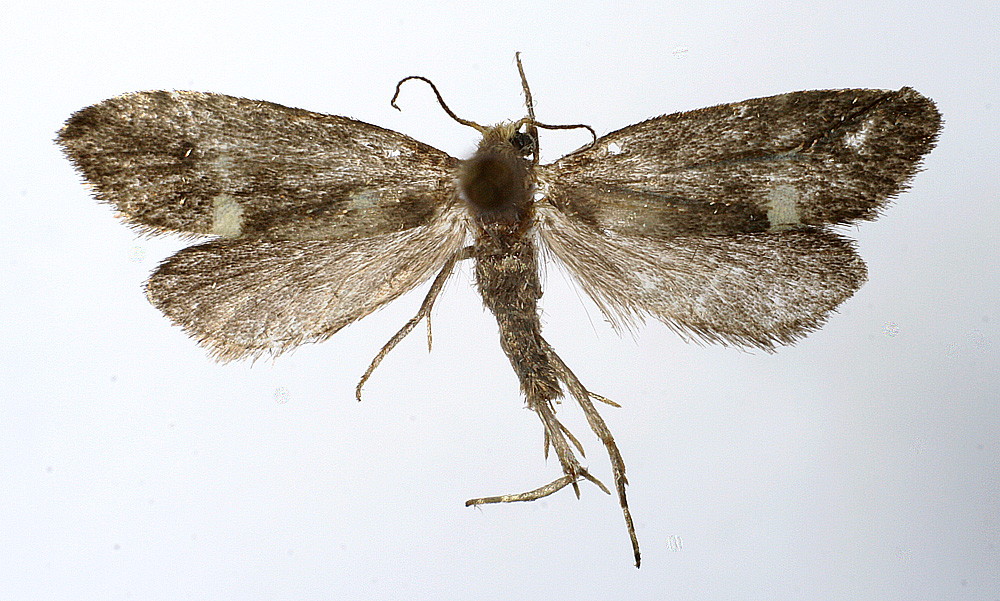
Lampronia flavimitrella
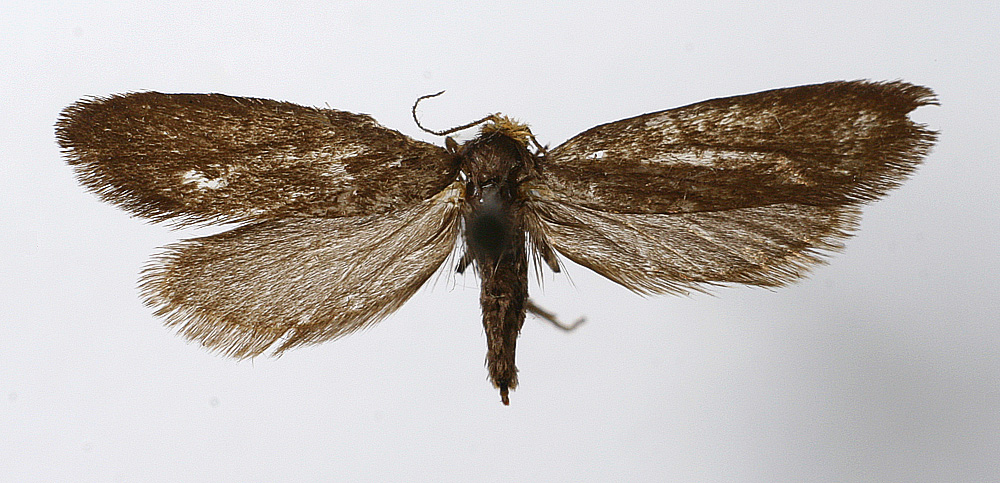
Lampronia fuscatella
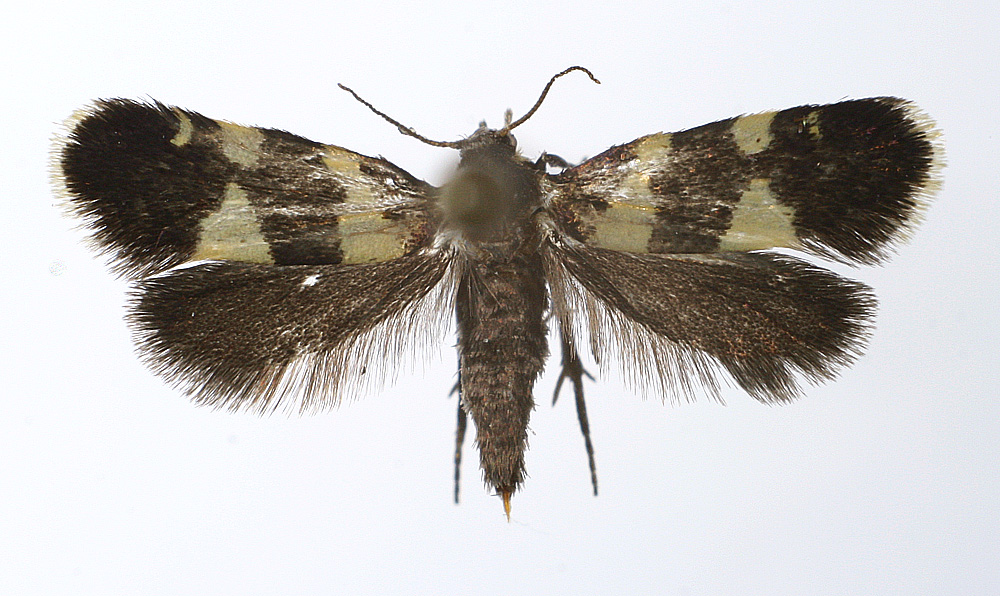
Lampronia luzella
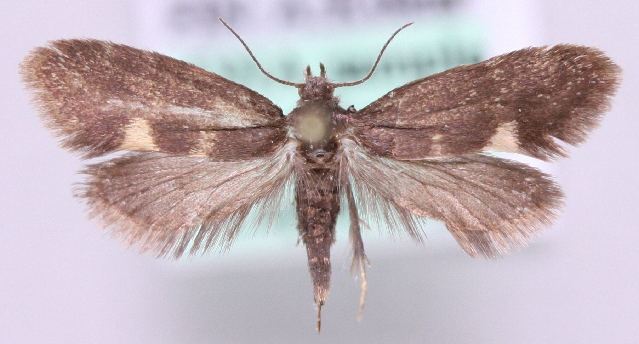
Lampronia morosa
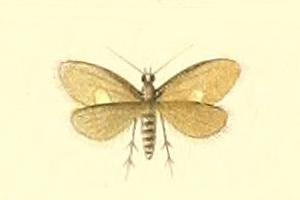
Lampronia psychidella
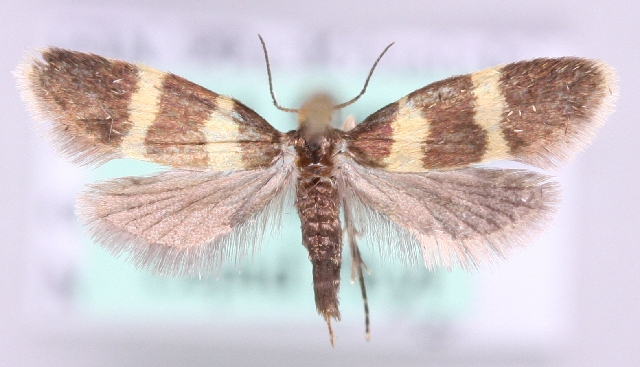
Lampronia redimitella
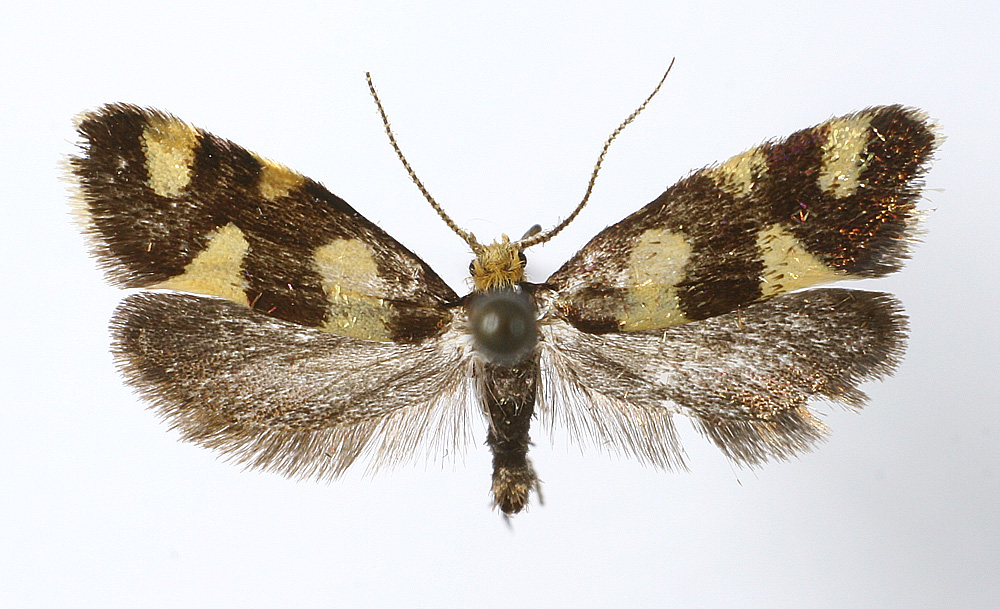
Lampronia rupella
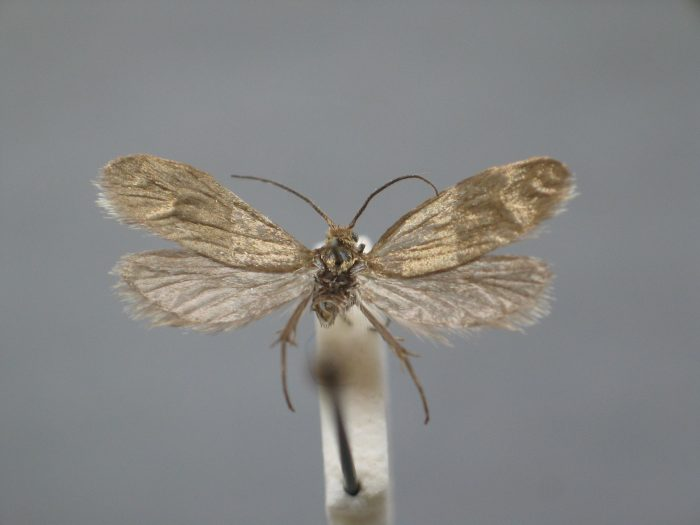
Lampronia splendidella
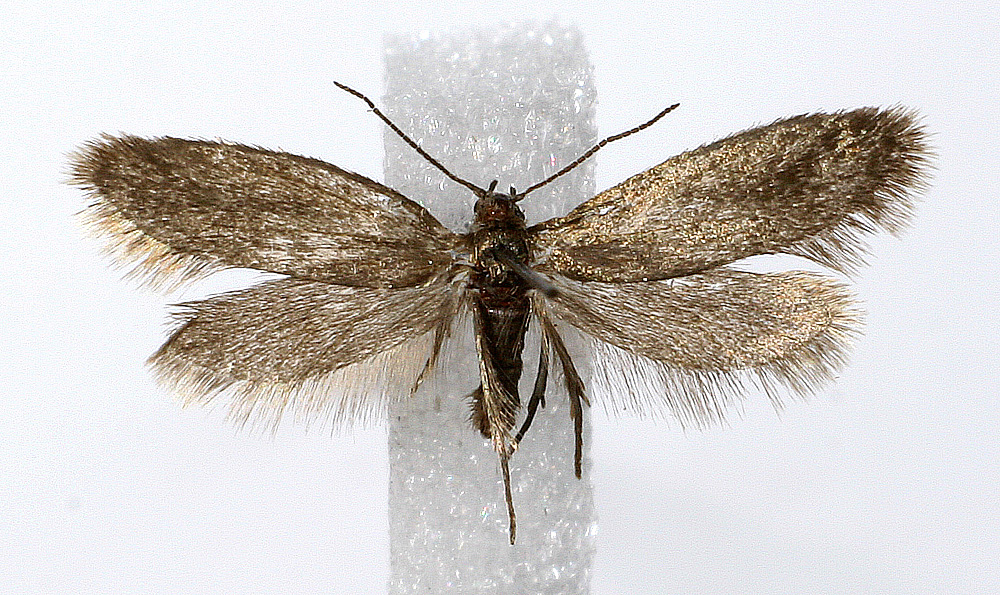
Lampronia standfussiella

## Conservazione
Nessuna specie appartenente a questa sottofamiglia è stata inserita nella Lista rossa IUCN.

### Pubblicazioni
- (PL) Becker, V. O., The taxonomic position of the Cecidosidae. Brèthes (Lepidoptera), in Polskie pismo entomologiczne. Seria B: Entomologia stosowana, vol. 47, Wrocław, Państowowe Wydawn. Naukowe, 1977,  pp. 79–86, ISSN 0554-6060 (WC · ACNP), OCLC 5453738.
- Biezanko, C. M., Olethreutidae, Tortricidae, Phaloniidae, Aegeriidae, Glyphipterygidae, Yponomeutidae, Gelechiidae, Oecophoridae, Xylorictidae, Lithocoletidae, Cecidosidae, Ridiaschinidae, Acrolophidae, Tineidae et Psychidae da Zona Suesta do Rio Grande do Sul, in Arquivos Ent., (A), vol. 13, 1961,  pp. 1–16.
- (EN) Brock, J. P., A contribution towards an understanding of the morphology and phylogeny of the Ditrysian Lepidoptera (abstract), in Journal of Natural History, vol. 5, n. 1, Londra, Taylor & Francis, 1971,  pp. 29–102, DOI:10.1080/00222937100770031, ISSN 0022-2933 (WC · ACNP), LCCN 68007383, OCLC 363169739.
- (EN) Brown, J. M., O. Pellmyr, J. N. Thompson & Harrison, R. G., Phylogeny of Greya (Lepidoptera:Prodoxidae), based on nucleotide sequence variation in mitochondrial cytochrome oxidase I and II: congruence with morphological data (PDF) [collegamento interrotto], in Molecular biology and evolution, vol. 11, n. 1, Chicago, University of Chicago Press, gennaio 1994,  pp. 128–141, ISSN 0737-4038 (WC · ACNP), LCCN 90648368, OCLC 117777255.
- (EN) Brown, J. M., O. Pellmyr, J. N. Thompson & Harrison, R. G., Mitochondrial DNA Phylogeny of the Prodoxidae (Lepidoptera: Incurvarioidea) Indicates Rapid Ecological Diversification of Yucca Moths (abstract), in Annals of the Entomological Society of America, vol. 87, n. 6, College Park, Md., Entomological Society of America, 1994b,  pp. 795–802, ISSN 0013-8746 (WC · ACNP), LCCN 08018807, OCLC 201805284.
- (EN) Busck, A., On the female genitalia of the Microlepidoptera and their importance in the classification and determination of these moths, in Bulletin of the Brooklyn Entomological Society, vol. 26, Lancaster, Pa., 1931,  pp. 199–216, ISSN 1051-8940 (WC · ACNP), LCCN 90000415, OCLC 22146677.
- Calder, J. A., and D. B. O. Savile, Studies in the Saxifragaceae,I: The Heuchera cylindrica Complex In and Adjacent to British Columbia, in Brittonia, vol. 11, 1959,  pp. 49–67.
- (EN) Common, I. F. B., Evolution and Classification of the Lepidoptera (abstract), in Annual Review of Entomology, vol. 20, Palo Alto, California, Entomological Society of America, gennaio 1975,  pp. 183–203, DOI:10.1146/annurev.en.20.010175.001151, ISSN 0066-4170 (WC · ACNP), LCCN 56005750, OCLC 1321134. URL consultato il 10 gennaio 2015 (archiviato dall'url originale il 3 febbraio 2019).
- (EN) Davis, D. R., A revision of the moths of the subfamily Prodoxinae (Lepidoptera: Incurvariidae), in Bulletin - United States National Museum, vol. 255, Washington, Smithsonian Institution, 1967,  pp. 1-170, ISSN 0362-9236 (WC · ACNP), LCCN 67061144, OCLC 521875.
- (EN) Davis, D. R., Two New Genera of North American Incurvariine Moths (Lepidoptera: Incurvariidae) (PDF), in Pan-Pacific Entomologist, vol. 54, n. 2, San Francisco, CA, Pacific Coast Entomological Society, aprile 1978,  pp. 147–153, ISSN 0031-0603 (WC · ACNP), LCCN 34041370, OCLC 819189661.
- (EN) Davis, D. R., A New Family of Monotrysian Moths from Austral South America (Lepidoptera: Palaephatidae), with a Phylogenetic Review of the Monotrysia (PDF), in Smithsonian Contributions to Zoology, vol. 434, Washington D.C., Smithsonian Institution Press, 1986,  pp. iv, 202, DOI:10.5479/si.00810282.434, ISSN 0081-0282 (WC · ACNP), LCCN 85600307, OCLC 12974725.
- (EN) Davis, D. R. and Gentili, P., Andesianidae, a new family of monotrysian moths (Lepidoptera:Andesianoidea) from austral South America (PDF), in Invertebrate Systematics, vol. 17, n. 1, Collingwood, Victoria, CSIRO Publishing, 24 marzo 2003,  pp. 15–26, DOI:10.1071/IS02006, ISSN 1445-5226 (WC · ACNP), OCLC 441542380.
- Davis, D.R., O. Pellmyr & J.N. Thompson, Biology and systematics of Greya Busck and Tetragma n. gen. (Lepidoptera: Prodoxidae) (PDF), in Smithsonian Contributions to Zoology, vol. 524, Washington, D.C., Smithsonian Institution Press, 1992,  pp. 1–88.
- (EN) Dugdale, J. S., Female Genital Configuration in the Classification of Lepidoptera (PDF), in New Zealand Journal of Zoology, vol. 1, n. 2, Wellington, 1974,  pp. 127–146, DOI:10.1080/03014223.1974.9517821, ISSN 1175-8821 (WC · ACNP), OCLC 60524666.
- (EN) Dyar, H. G., Busck, A., Fernald, C. H., Hulst, G. D., A list of the North American Lepidoptera and key to the literature of this order of insects, collana Bulletin of the United States National Museum, vol. 52, Washington, Government Printing Office, 1903  [1902],  pp. xix + 723, DOI:10.5962/bhl.title.1141, LCCN 06027693, OCLC 1704319.
- (EN) Dyer, L. A.; Singer, M. S.; Lill, J. T.; Stireman, J. O.; Gentry, G. L.; Marquis, R. J.; Ricklefs, R. E.; Greeney, H. F.; Wagner, D. L.; Morais, H. C.; Diniz, I. R.; Kursar, T. A. & Coley, P.D., Host specificity of Lepidoptera in tropical and temperate forests (abstract), in Nature, vol. 448, n. 7154, Londra, Nature Publishing Group, 9 agosto 2007,  pp. 696–699, DOI:10.1038/nature05884, ISSN 0028-0836 (WC · ACNP), LCCN 12037118, OCLC 163611783, PMID 17687325.
- (EN) Forbes, W. T. M., The Lepidoptera of New York and neighboring states. Primitive forms Microlepidoptera, Pyraloids, Bombyces, in Memoirs of the Cornell University Agricultural Experiment Station, vol. 68, Ithaca, New York, Cornell University, giugno 1923,  pp. 1–792, DOI:10.5962/bhl.title.23875, ISSN 0096-7254 (WC · ACNP), OCLC 809328502.
- (EN) Knölke, S., Erlacher, S., Hausmann, A., Miller, M. A., Segerer, A. H., A procedure for combined genitalia dissection and DNA extraction in Lepidoptera (PDF), in Insect Systematics and Evolution, vol. 35, n. 4, Stenstrup, Danimarca e Leida, Paesi Bassi, Apollo Books e Brill, 2004,  pp. 401–409, DOI:10.1163/187631204788912463, ISSN 1399-560X (WC · ACNP), LCCN 00252879, OCLC 680826544. URL consultato il 10 gennaio 2015 (archiviato dall'url originale il 20 ottobre 2016).
- (EN) Kozlov, M. V., Incurvariidae and Prodoxidae (Lepidoptera) from Siberia and the Russian Far East, with descriptions of two new species (abstract), in Entomologica Fennica, vol. 7, n. 2, 1996,  pp. 55–62, ISSN 0785-8760 (WC · ACNP), LCCN 91649454, OCLC 195584534.
- (EN) Kristensen, N. P., The Morphological and Functional Evolution of the Mouthparts in Adult Lepidoptera (abstract), in Opuscula Entomologica, vol. 33, Lund, Entomologiska sällskapet, 1968,  pp. 69–72, ISSN 0375-0205 (WC · ACNP), LCCN 70020995, OCLC 1761351.
- (EN) Kristensen, N. P., Studies on the morphology and systematics of primitive Lepidoptera (Insecta) (abstract), in Steenstrupia, vol. 10, n. 5, Copenaghen, Zoologisk Museum, 1984,  pp. 141–191, ISSN 0375-2909 (WC · ACNP), LCCN 78641716, OCLC 35420370.
- (EN) Kristensen, N. P., Morphology and phylogeny of the lowest Lepidoptera-Glossata: Recent progress and unforeseen problems (PDF), in Bulletin of the Sugadaira Montane Research Centre, vol. 11, University of Tsukuba, 1991,  pp. 105–106, ISSN 0913-6800 (WC · ACNP), OCLC 747190906.
- (EN) Kristensen, N. P., Scoble, M. J. & Karsholt, O., Lepidoptera phylogeny and systematics: the state of inventorying moth and butterfly diversity (PDF), in Zootaxa, vol. 1668, Auckland, Nuova Zelanda, Magnolia Press, 21 dicembre 2007,  pp. 699–747, ISSN 1175-5326 (WC · ACNP), OCLC 838570989.
- (EN) Liénard M. A., Strandh M., Hedenström E., Johansson, T. and Löfstedt1 C., Key biosynthetic gene subfamily recruited for pheromone production prior to the extensive radiation of Lepidoptera (PDF), in BMC Evolutionary Biology, vol. 8, BioMed Central, 2 ottobre 2008,  p. 270, DOI:10.1186/1471-2148-8-270, ISSN 1471-2148 (WC · ACNP), OCLC 805122240, PMC 2584044, PMID 18831750.
- (EN) Löfstedt, C.; Zhu, J. W.; Kozlov, M. V.; Buda, V.; Jirle, E. V.; Hellqvist, S.; Löfqvist, J.; Plass, E.; Franke, S.; Francke, W., Identification of the sex pheromone of the currant shoot borer Lampronia capitella (abstract), in Journal of chemical ecology, vol. 30, n. 3, Nederlands, Springer, marzo 2004,  pp. 643–658, DOI:10.1023/B:JOEC.0000018635.40128.2e, ISSN 1573-1561 (WC · ACNP), OCLC 827472125, PMID 15139314.
- (EN) Miller, S. E., Hodges, R. W., Primary types of microlepidoptera in the Museum of Comparative Zoology (with a discursion [sic] on V.T. Chambers’ work) (PDF), in Bulletin of the Museum of Comparative Zoology, vol. 152, n. 2, Cambridge, Massachusetts, Museum of Comparative Zoology, Harvard University, 1990,  pp. 45–87, ISSN 0027-4100 (WC · ACNP), OCLC 22356913.
- (EN) Mosher E., A Classification of the Lepidoptera Based on Characters of the Pupa, in Bulletin of the Illinois State Laboratory of Natural History, vol. 1912, n. 2, Urbana, Illinois, Illinois State Laboratory of Natural History, marzo 1916,  p. 62, DOI:10.5962/bhl.title.70830, ISSN 0073-5272 (WC · ACNP), LCCN 16027309, OCLC 2295354.
- (EN) Mutanen, M., Wahlberg, N. & Kaila, L., Comprehensive gene and taxon coverage elucidates radiation patterns in moths and butterflies (PDF), in Proceedings of the Royal Society (B), vol. 277, n. 1695, Londra, 5 maggio 2010,  pp. 2839–2848, DOI:10.1098/rspb.2010.0392, ISSN 1471-2954 (WC · ACNP), OCLC 421631836.
- (EN) Mutuura, A., Morphology of the Female Terminalia in Lepidoptera, and Its Taxonomic Significance (abstract), in Canadian Entomologist, vol. 104, n. 7, Ottawa, Entomological Society of Canada, luglio 1972,  pp. 1055–1071, DOI:10.4039/Ent1041055-7, ISSN 1918-3240 (WC · ACNP), OCLC 757322410.
- (EN) Nielsen, E. S., Incurvariidae and Prodoxidae from the Himalayan Area (Lepidoptera : Gracillariidae) (PDF), in Insecta matsumurana: Journal of the Faculty of Agriculture Hokkaido University series entomology. New series., vol. 26, Sapporo, Hokkaido University, dicembre 1982,  pp. 187–200, ISSN 0020-1804 (WC · ACNP), LCCN 62034572, OCLC 677408285. URL consultato il 10 gennaio 2015 (archiviato dall'url originale il 18 luglio 2011).
- (EN) Nielsen, E. S., Primitive (non-ditrysian) Lepidoptera of the Andes: diversity, distribution, biology and phylogenetic relationships (PDF), in Journal of Research on the Lepidoptera, 1(suppl.), Arcadia, California, Lepidoptera Research Foundation, 1985a,  pp. 1–16, ISSN 0022-4324 (WC · ACNP), LCCN 2010202002, OCLC 1754781. URL consultato il 30 marzo 2015 (archiviato dall'url originale il 2 aprile 2015).
- (EN) Nielsen, E. S. & Davis, D. R., The first southern hemisphere prodoxid and the phylogeny of the Incurvarioidea (Lepidoptera) (PDF), in Systematic Entomology, vol. 10, n. 3, Oxford, Blackwell Science, luglio 1985,  pp. 307–322, ISSN 0307-6970 (WC · ACNP), OCLC 4646400693.
- (EN) Nielsen, E. S. & Kristensen, N. P., The Australian moth family Lophocoronidae and the basal phylogeny of the Lepidoptera-Glossata (abstract), in Invertebrate Taxonomy, vol. 10, n. 6, Melbourne, CSIRO, 1996,  pp. 1199–1302, DOI:10.1071/IT9961199, ISSN 0818-0164 (WC · ACNP), OCLC 842755705.
- (EN) Nieukerken, E. J. van, Kaila, L., Kitching, I. J., Kristensen, N. P., Lees, D. C., Minet, J., Mitter, C., Mutanen, M., Regier, J. C., Simonsen, T. J., Wahlberg, N., Yen, S.-H., Zahiri, R., Adamski, D., Baixeras, J., Bartsch, D., Bengtsson, B. Å., Brown, J. W., Bucheli, S. R., Davis, D. R., De Prins, J., De Prins, W., Epstein, M. E., Gentili-Poole, P., Gielis, C., Hättenschwiler, P., Hausmann, A., Holloway, J. D., Kallies, A., Karsholt, O., Kawahara, A. Y., Koster, S. (J. C.), Kozlov, M. V., Lafontaine, J. D., Lamas, G., Landry, J.-F., Lee, S., Nuss, M., Park, K.-T., Penz, C., Rota, J., Schintlmeister, A., Schmidt, B. C., Sohn, J.-C., Solis, M. A., Tarmann, G. M., Warren, A. D., Weller, S., Yakovlev, R. V., Zolotuhin, V. V., Zwick, A., Order Lepidoptera Linnaeus, 1758. In: Zhang, Z.-Q. (Ed.) Animal biodiversity: An outline of higher-level classification and survey of taxonomic richness (PDF), in Zootaxa, vol. 3148, Auckland, Nuova Zelanda, Magnolia Press, 23 dicembre 2011,  pp. 212–221, ISSN 1175-5334 (WC · ACNP), OCLC 971985940.
- (EN) Philpott, A., The maxillae in the Lepidoptera (PDF), in Transactions of the New Zealand Institute, vol. 57, Wellington, Royal Society of New Zealand, 22 febbraio 1927,  pp. 721–746, ISSN 1176-6158 (WC · ACNP), OCLC 84073801.
- (EN) Quicke, D. J., Biology and immature stages of Panteles schnetzeanus (Hymenoptera: Ichneumonidae), a parasitoid of Lampronia fuscatella (Lepidoptera: Incurvariidae) (abstract), in Journal of Natural History, vol. 39, n. 5, Londra, Taylor and Francis, 1º febbraio 2005,  pp. 431–443, DOI:10.1080/00222930410001708669, ISSN 0022-2933 (WC · ACNP), OCLC 361674134.
- (EN) Razowski, J., Phylogeny and Classification of Lepidoptera, in Acta Zoologica Cracoviensia, vol. 19, n. 1, Cracovia, Polska Akademia Nauk, Zakład Zoologii Systematycznej i Doświadczalnej, 31 gennaio 1974,  pp. 1–18, ISSN 0065-1710 (WC · ACNP), OCLC 1427289.
- (EN) Razowski, J. & Wojtusiak, J., Family-group taxa of the Adeloidea (Lepidoptera) (abstract), in Polskie Pismo Entomologiczne, vol. 48, Varsavia, Państwowe Wydawn. Naukowe, 1978,  pp. 3–18, ISSN 0032-3780 (WC · ACNP), LCCN 61042131, OCLC 1641554. URL consultato il 10 gennaio 2015 (archiviato dall'url originale il 1º marzo 2014).
- (EN) Smith, E. L., Evolutionary morphology of external insect genitalia. 1. Origin and relationships to other appendages (PDF), in Annals of the Entomological Society of America, vol. 62, n. 5, College Park, Md., 15 settembre 1969,  pp. 1051–1079, ISSN 0013-8746 (WC · ACNP), LCCN 08018807, OCLC 5722264149. URL consultato il 2 maggio 2019 (archiviato dall'url originale il 27 luglio 2018).
- (RU, EN) Stekol'nikov, A. A., Functional Morphology of the Copulatory Apparatus in the Primitive Lepidoptera and General Evolutionary Trends in the Genitalia of the Lepidoptera, in Энтомологическое обозрение (Ėntomologičeskoe obozrenie = Entomological review), vol. 46, n. 3, Leningrado, Наука (Nauka), 1967,  pp. 400–409, ISSN 0367-1445 (WC · ACNP), OCLC 7619241.
- Taylor, R. L., The Genus Lithophragma (Saxifragaceae), vol. 37, University of California Publications in Botany, 1965,  pp. 1–89, 21 plates.
- (DE) Weidner, H., Beiträge zur Morphologie und Physiologie des Genital-apparates der Weiblichen Lepidopteren, in Zeitschrift für Angewandte Entomologie, vol. 21, 1935,  pp. 239–290, ISSN 0044-2240 (WC · ACNP), OCLC 1770418.
- (EN) Wiegmann, B. M., Mitter, C., Regier, J. C., Friedlander, T. P., Wagner, D. M. & Nielsen, E. S., Nuclear genes resolve Mesozoic-aged divergences in the insect order Lepidoptera (abstract), in Molecular Phylogenetics and Evolution, vol. 15, n. 2, Orlando, Fla, Academic Press, maggio 2000,  pp. 242–259, DOI:10.1006/mpev.1999.0746, ISSN 1095-9513 (WC · ACNP), OCLC 36950039, PMID 10837154.
- (EN) Zagulajev, A. K., New and little known microlepidoptera (Lepidoptera: Incurvariidae, Tineidae, Psychidae, Alucitidae) of the fauna of the USSR, in Entomologicheskoe Obozrenie, vol. 71, n. 1, San Pietroburgo, Nauka, 1992,  pp. 105–120, ISSN 0367-1445 (WC · ACNP), LCCN 54045655, OCLC 2446733.

### Testi
- (EN) Barnes, W. and McDunnough, J., Check List of the Lepidoptera of Boreal America, Decatur, IIIinois, Herald Press, 1917,  p. 410, DOI:10.5962/bhl.title.10097, OCLC 3715995.
- (EN) Capinera, J. L. (Ed.), Encyclopedia of Entomology, 4 voll., 2nd Ed., Dordrecht, Springer Science+Business Media B.V., 2008,  pp. lxiii + 4346, ISBN 978-1-4020-6242-1, LCCN 2008930112, OCLC 837039413.
- (EN) Chapman, R. F., The insects: structure and function, 4ª edizione, Cambridge, Cambridge University Press, 1998,  pp. xvii, 770, ISBN 0-521-57048-4, LCCN 97035219, OCLC 37682660.
- (EN) Common, I. F. B., Moths of Australia, Slater, E. (fotografie), Carlton, Victoria, Melbourne University Press, 1990,  pp. vi, 535, 32 con tavv. a colori, ISBN 978-0-522-84326-2, LCCN 89048654, OCLC 220444217.
- (EN) Davis, D. R., Incurvarioidea, in Hodges, R. W. et al. (Eds) Check list of the Lepidoptera of America north of Mexico: including Greenland, Londra / Washington, D.C., E.W. Classey / Wedge Entomological Research Foundation, giugno 1983,  pp. xxiv + 284, ISBN 978-0-86096-016-4, OCLC 9748761.
- (EN) Frack, D.C., A systematic study of prodoxine moths (Adelidae: Prodoxinae) and their hosts (Agavaceae), with descriptions of the subfamilies of Adelidae (s. lat.) [M.S. thesis], Pomona, CA, California State Polytechnic University, 1982,  p. 209, ISBN non esistente, OCLC 9032725.
- (EN) Grimaldi, D. A.; Engel, M. S., Evolution of the insects, Cambridge [U.K.]; New York, Cambridge University Press, maggio 2005,  pp. xv + 755, ISBN 978-0-521-82149-0, LCCN 2004054605, OCLC 56057971.
- (EN) Heppner, J. B. (Ed.), Heppner, J. B. & Davis, D. R. - Fasc. 14, Andesianidae, in Lepidopterorum catalogus : new series, vol. 1, Primitive Microlepidoptera (Micropterigoidea - Incuvarioidea), Leida; New York, E. J. Brill / Flora & Fauna Publications, 1989, ISBN 978-0-916846-45-9, LCCN 88020258, OCLC 18163823.
- (EN) Hering, E. M., Biology of the Leaf Miners, s'-Gravenhage, W. Junk, 1951,  pp. iv + 420, ISBN 978-94-015-7198-2, LCCN 52001318, OCLC 1651676.
- (EN) Heslop, Ian Robert Penicuick, New bilingual Catalogue of the British Lepidoptera: A Classified and Indexed List of the Latin and English Names of Butterflies and Moths, with an Introduction and Explanatory Notes and Tables, Londra, Watkins & Doncaster, 1938,  p. 131, OCLC 13747291.
- (RU) Kozlov, M. V., Moths of the subfamilies Incurvariinae and Prodoxinae (Lepidoptera, Adelidae) of the Far East, in P. A. Ler, V. A. Kirpichnikova & Kononenko, V. S. (eds.), Lepidoptera of the Far East of U. S. S. R., Vladivostok, Biological and Soil Institute, 1987,  pp. 14–24.
- (EN) Kristensen, N. P. (Ed.), Handbuch der Zoologie / Handbook of Zoology, Band 4: Arthropoda - 2. Hälfte: Insecta - Lepidoptera, moths and butterflies, Kükenthal, W. (Ed.), Fischer, M. (Scientific Ed.), Teilband/Part 35: Volume 1: Evolution, systematics, and biogeography, ristampa 2013, Berlino, New York, Walter de Gruyter, 1999  [1998],  pp. x, 491, ISBN 978-3-11-015704-8, OCLC 174380917.
- (EN) Mani M. S., Ecology of plant gaIls, in Monographiae Biologicae, Vol. XII, L'Aia, Dr. W. Junk Publishers, 1964,  pp. xii + 434, DOI:10.1002/jobm.19660060116.
- (EN) McDunnough, J., Check list of the Lepidoptera of Canada and the United States of America, Part 2, Microlepidoptera, collana Memoirs of the Southern California Academy of Sciences, vol. 2, n. 1, Los Angeles, Southern California Academy of Sciences, 1939,  p. 171, ISBN 978-1-258-53466-0, LCCN 39006358, OCLC 277328441.
- (EN) Needham, J. O., S. W. Frost & Tothill, B., Leafmining Insects, Baltimora, WilIiams & Williams Co., 1928,  p. 351.
- (EN) Nielsen, E. S., The Incurvarioid genera of the world. Unpublished thesis, Copenhagen, University of Copenhagen, 1980.
- (EN, FR) Nielsen, E. S., The monotrysian heteroneuran phylogeny puzzle: a possible solution (Lepidoptera), in Societas Europaea Lepidopterologica (a cura di), Proceedings of the 3rd Congress of European Lepidopterology, Cambridge, 1982, Karlsruhe, 1985,  p. 211, ISBN non esistente, LCCN 86201647, OCLC 17508888.
- (EN) Peterson, A., Larvae of Insects: An Introduction to Nearctic Species Part I: Lepidoptera and Plant Infesting Hymenoptera, Columbus, Ohio, Edwards Brothers, Inc., gennaio 1960,  p. 315, ISBN non esistente, LCCN 57023507, OCLC 70495898.
- (EN) Powell, J. A. & Opler, P. A., Moths of Western North America, Berkeley, California, University of California Press, maggio 2009,  pp. xiii, 369 pages, 132, ISBN 978-0-520-25197-7, LCCN 2008048605, OCLC 646846811.
- (PL) Razowski, J., Motyle (Lepidoptera) polski 3. Heteroneura, Adeloidea, collana Monografie Fauny Polski, vol. 8, Warszawa ; Kraków, Państwowe Wydawnictwo Naukowe, 1978,  pp. 137, 11 pls, ISBN non esistente, LCCN 74231771, OCLC 749772251.
- (EN) Riley, C. V., Prodoxidae, in Smith, J. B. - List of the Lepidoptera of the Boreal America, 1891,  p. 97.
- Schenkl, F.; Brunetti, F., Dizionario Greco-Italiano/Italiano-Greco, a cura di Meldi D., collana La creatività dello spirito, Berrettoni G. (nota bibliografica), La Spezia, Casa del Libro - Fratelli Melita Editori, dicembre 1991  [1990],  pp. xviii, 972, 14 tavv.,  538, ISBN 978-88-403-6693-7, OCLC 797548053.
- (EN) Scoble, M. J., The Lepidoptera: Form, Function and Diversity, seconda edizione, London, Oxford University Press & Natural History Museum, 2011  [1992],  pp. xi, 404, ISBN 978-0-19-854952-9, LCCN 92004297, OCLC 25282932.
- (EN) Stehr, F. W. (Ed.), Immature Insects, 2 volumi, seconda edizione, Dubuque, Iowa, Kendall/Hunt Pub. Co., 1991  [1987],  pp. ix, 754, ISBN 978-0-8403-3702-3, LCCN 85081922, OCLC 13784377.
- (EN) Stephens, J. F., The nomenclature of British insects: being a compendious list of such species as are contained in the systematic catalogue of British insects, and forming a guide to their classification, Londra, Baldwin and Cradock, 1829,  p. 68, DOI:10.5962/bhl.title.51800, ISBN 978-1-247-82419-2, OCLC 11464838.
- (EN) Wiegmann, B. M., The earliest radiation of the Lepidoptera: Evidence from 18S rDNA, College Park, Ph. D. thesis, University of Maryland, 1994,  pp. ix, 230, OCLC 34061109.